# Amtsgericht Camburg
Das Amtsgericht Camburg war ein von 1879 bis 1949 bestehendes Amtsgericht der ordentlichen Gerichtsbarkeit mit Sitz in der thüringischen Stadt Camburg.

## Geschichte

### Vorläufer des Amtsgerichtes Camburg zwischen 1829 und 1879
Nach dem Aussterben der Linie Sachsen-Gotha-Altenburg kam es im Jahr 1825/26 zu einer Neuordnung der Ernestinischen Herzogtümer. Dabei wurde das Amt Camburg durch den Teilungsvertrag zu Hildburghausen als Exklave dem Herzogtum Sachsen-Meiningen zugeteilt. Ihm wurden die 15 benachbarten Orte des nördlichen Kreisamts Eisenberg angeschlossen, welche durch das zu Sachsen-Weimar-Eisenach gehörige Amt Bürgel mit Tautenburg von Südteil des Kreisamts Eisenberg getrennt lagen.
Im Rahmen der Neuorganisation des Sachsen-Meininger Staatsgebietes wurden die bestehenden Ämter bis 1829 aufgelöst und Justiz und Verwaltung voneinander getrennt. Für das Amt Camburg wurden die Amtsgeschäfte in Verwaltungsangelegenheiten dem für die Exklave Camburg zuständigen „Verwaltungsamt Camburg“ und in Gerichtsaufgaben dem Stadt- und Landgericht Camburg übertragen. Das Verwaltungsamt und das Gericht blieben jedoch bis 1869 in Personalunion miteinander verbunden. Das Land- und Stadtgericht Camburg, welches seit 1826 die Befugnisse eines Kreisgerichtes hatte, wurde 1850 in eine Kreisgerichtsdeputation des Kreisgerichtes Saalfeld umgewandelt. Es behielt jedoch die Bezeichnung „Landgericht“. Die Verwaltungsbefugnisse gingen bei der Neuordnung des Herzogtums Sachsen-Meiningen im Jahr 1868 vom Verwaltungsamt Camburg an den Landkreis Saalfeld über.

### Amtsgericht Camburg 1879–1949
Aufgrund des Gerichtsverfahrensgesetzes vom 27. Januar 1877 mussten auch im heutigen Thüringen Amts- und Landgerichte gebildet waren. An die Stelle des Landgerichtes Camburg trat nun ab 1879 das Sachsen-Meiningische Amtsgericht Camburg. Übergeordnetes Gericht wurde das gemeinsame Landgericht Rudolstadt, das per Staatsvertrag zwischen Preußen, Sachsen-Meiningen und Schwarzburg-Rudolstadt für das Fürstentum Schwarzburg-Rudolstadt, den Meiningischen Kreis Saalfeld und den Preußischen Kreis Ziegenrück zuständig war.
Nachdem im Jahr 1920 der erst zwei Jahre zuvor gegründete Freistaat Sachsen-Meiningen im Land Thüringen aufgegangen war, wurde das Amtsgericht Camburg seit 1921 als Thüringisches Amtsgericht weitergeführt. Übergeordnete Instanz war seit 1923 das Landgericht Weimar. Im Jahr 1949 wurde das Amtsgericht Camburg aufgehoben.